# Clan Ikoma
Le clan Ikoma (生駒氏) est un clan japonais qui servit Oda Nobunaga, Toyotomi Hideyoshi et Tokugawa Ieyasu comme obligé. Descendant de Fusasaki Fujiwara, du clan Fujiwara du Nord, le clan se déplaça à Owari à l'époque de Heian et y adopta le nom d'« Ikoma ».

## Source de la traduction
- (en) Cet article est partiellement ou en totalité issu de l’article de Wikipédia en anglais intitulé « Ikoma clan » (voir la liste des auteurs).